# Харитонов, Варфоломей Тихонович
Варфоломей Тихонович Харитонов  (20 марта 1905 или 20 марта [2 апреля] 1905, Казанская губерния — 25 сентября 1974, Чебоксары) ‒ советский организатор образования, государственный деятель, кандидат педагогических наук (1948), доцент, депутат Верховного Совета ЧАССР (1938-1947). Директор Чувашского педагогического института (1937-1938 и 1944-1950). Автор более 50 научных работ.

## Биография
Окончил Тетюшский педагогический техникум (1926), Академию коммунистического воспитания им. Н. К. Крупской (1935), Высший коммунистический институт просвещения (1937).
Работал учителем Ново-Шимкусской школы Яльчикского района, председателем бюро юных пионеров, секретарем Батыревского РК ВЛКСМ (1926-1928), председателем бюро юных пионеров Чувашского ОК ВЛКСМ, Нижегородского крайкома ВЛКСМ (1928-1930), зам. председателя бюро юных пионеров ЦК ВЛКСМ (1932-1933).
Директор Чувашского пединститута (1937-1938).
Нарком просвещения ЧАССР (1938-1940), зам. Председателя Совета Народных Комиссаров ЧАССР (1940-1941 директор Калининского педагогического училища (1941-1944), директор Чувашского пединститута (1944-1950).

## Награды
- Почетная грамота Президиума Верховного Совета ЧАССР
- Медаль «За доблестный труд в Великой Отечественной войне 1941—1945 гг.»
- Заслуженный учитель школы Чувашской АССР (1967).

## Сочинения
- Симбирская учительская школа — центр просвещения чувашского народа. Чебоксары, 1968.